# Allie Morrison

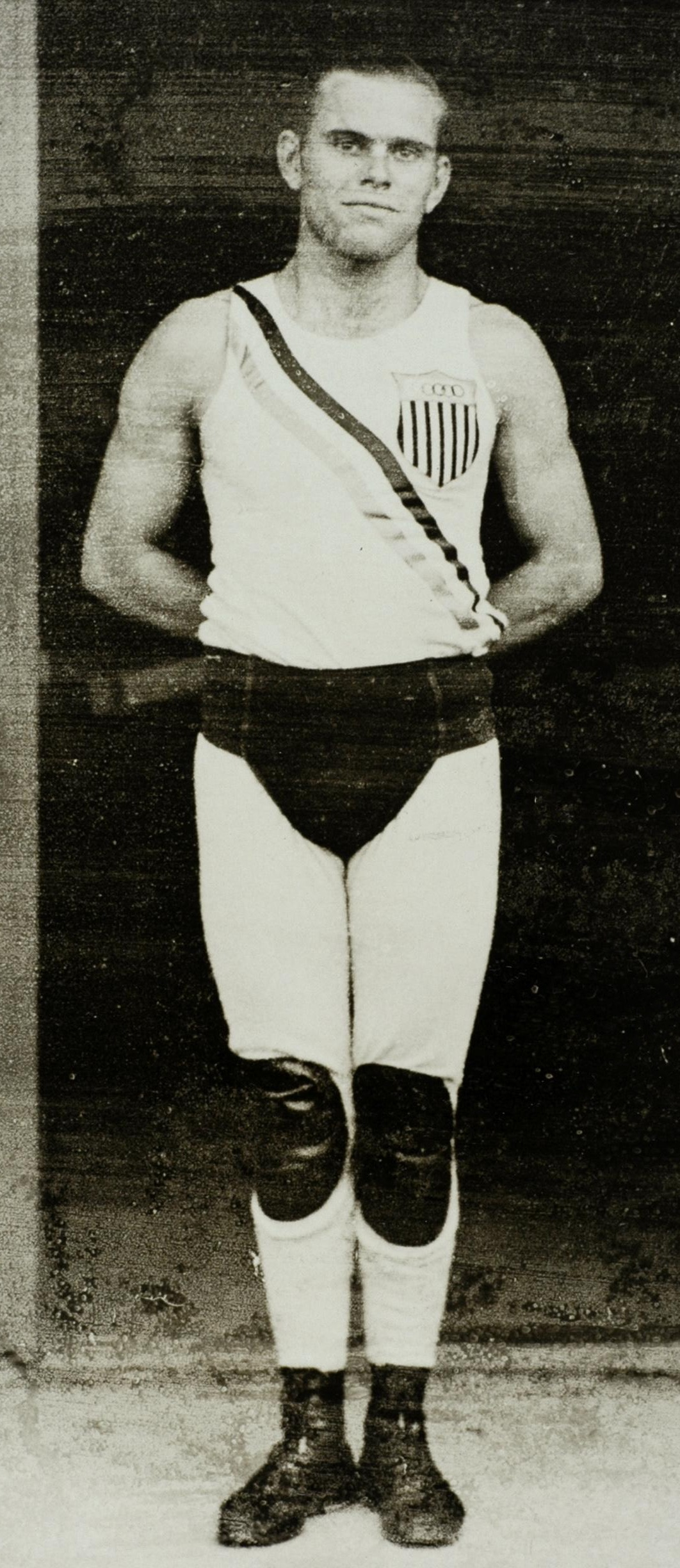
Allie Morrison, 1928

Alvin „Allie“ Roy Morrison (* 29. Juni 1904 in Marshalltown, Iowa; † 18. April 1966) war ein US-amerikanischer Ringer. Er war Olympiasieger bei den Olympischen Spielen in Amsterdam 1928 im freien Stil im Federgewicht.

## Werdegang
Allie Morrison besuchte die High School in seiner Heimatstadt Marshalltown und anschließend die University of Illinois. Mit dem Ringen hatte er bereits in Marshalltown begonnen. Er gewann dort auch mehrere nationale Wettbewerbe im freien Stil. 1924 nahm er schon an der US-amerikanischen Ausscheidung für die Olympischen Spiele in Paris im Federgewicht teil. Er erlitt dort aber im Endkampf eine Niederlage und qualifizierte sich damit nicht für die US-amerikanische Olympiamannschaft. Angeblich soll diese Niederlage die einzige in seiner ganzen Ringerkarriere gewesen sein.
Im Jahre 1926 wurde er erstmals US-amerikanischer Meister im Federgewicht. Diesen Titelgewinn wiederholte er in den Jahren 1927 und 1928. Im Jahre 1928 fanden erstmals US-amerikanische Studentenmeisterschaften (NCAA-Championships) statt, an denen er aber nicht teilnehmen konnte, weil er sich auf die Olympischen Spiele in Amsterdam vorbereitete.
In Amsterdam holte er sich die Goldmedaille im Freistilringen im Federgewicht mit Siegen über Petrus Bressnink, Belgien, Hans Minder, Schweiz, und Kustaa Pihlajamäki, Finnland. Dieser Sieg war sein einziger bei einer internationalen Meisterschaft. Das lag aber vor allem daran, dass es damals noch keine Weltmeisterschaften gab, an denen er hätte teilnehmen können. Weltmeisterschaften im Freistilringen der Amateure wurden erst 1951 eingeführt.
1929 zog sich Allie Morrison eine schwere Wirbelverletzung zu, die ihn zur Aufgabe des Ringens zwang. Er wechselte in das Traineramt über und war bis zu seiner Pensionierung Trainer bei mehreren Universitäten bzw. High Schools, wie der Omaha Central High School, der University of Nebraska und der Pennsylvania State University. Von 1943 bis 1945 war er Soldat.

## Internationale Erfolge
- 1928, Goldmedaille bei den Olympischen Sommerspielen in Amsterdam, freier Stil, Federgewicht (bis 61 kg Körpergewicht), mit Siegen über den Belgier Petrus Bressnink, den Schweizer Hans Minder sowie den Finnen Kustaa Pihlajamäki